# Итальянская Триполитания
Итальянская Триполитания (итал. Tripolitania Italiana) — бывшая итальянская колония, располагавшаяся в современной западной Ливии. Существовала в период с 1927 по 1934 годы и являлась частью итальянской североафриканской территории, завоёванной в 1911 году. Итальянская Триполитания включала западную часть северной Ливии, с городом Триполи в качестве столицы.

## История
Итальянские Триполитания и Киренаика стали независимыми колониальными образованиями в Северной Африке в 1927 году.
Большое количество итальянских колонистов переехало в Триполитанию в конце 1930-х годов. Эти поселенцы поселились в первую очередь в районе столицы — Триполи. В 1939 году во всей Триполитании насчитывалось почти 60 тысяч итальянцев, большинство которых жило в Триполи (около 40 %). Как следствие, во всей Триполитании начался экономический рост. Например, итальянцы проводили Гран-при Триполи — всемирно известный автопробег.
В 1934 году итальянские Триполитания и Киренаика стали частью итальянской Ливии.

## Инфраструктура
В итальянской Триполитании большая часть инфраструктуры была создана руками итальянцев. Наиболее важными из сооружений  периода итальянского правления были прибрежная дорога между Триполи и Бенгази и железные дороги. Кроме того, итальянцами были расширены порт Триполи и построен аэропорт Триполи.

## Основные военные и политические события
- 1911 год. Начало итало-турецкой войны. Итальянское завоевание Триполи.
- 1912 год. Лозаннский договор, окончание итало-турецкой войны. Триполитания и Киренаика были переданы Италии.
- 1934 год. Триполитания включена в состав колоний Ливии.